# Gomphus floccosus
Gomphus floccosus és una espècie de bolet de l'ordre dels gomfals (Gomphales). Forma associacions simbiòtiques (micorrices) amb diversos tipus de coníferes. Es troba a gran part d'Àsia, de Corea a Pakistan i a Amèrica del Nord. Pot fer fins a 20 cm d'alt i uns 15 cm d'ample.
Encara que té un gust suau, és un bolet verinós que causa problemes gastrointestinals amb nàusees, vòmits i diarrea. Com a possible agent tòxic té àcid norcaperàtic.